# ویراستار
ویراستار کسی است که ویرایش می‌کند.
واژهٔ انگلیسیِ editor در زبان فارسی معادل‌های مختلفی دارد. در صنعت نشر، editor به دو معادل با کارکرد معناییِ جداگانه ترجمه می‌شود: ویراستار و دبیر.
وظایف دبیران و ویراستاران در میان ناشران مختلف متفاوت است، و ناشران کوچک، تفاوت چندانی میان ویراستار و دبیر قائل نمی‌شوند. ویراستار کسی است که به بخش‌های مختلفِ ویرایش می‌پردازد و دبیر معمولاً در هیئت تحریریه وظیفهٔ مدیریتی دارد. دبیران وظیفه دارند در همهٔ مراحل تولید و فروش، کتاب را همراهی کنند و اجرای برنامه‌های تبلیغاتی و بازاریابی نیز با دبیران است. ویراستار خطاهای فنی، ناهماهنگی‌ها، غلط‌های نگارشی، املای کلمات و خطاهای محتوایی را اصلاح می‌کند و چهار هدف اصلی را دنبال می‌کند:
- وضوح
- ارتباط منطقیِ درون‌متنی
- ثبات و هماهنگی در متن
- صحت

## انواع ویراستار
- ویراستار زبانی یا ادبی copyeditor وظیفهٔ ویرایش متن ازنظر املایی، دستوری، نقطه‌گذاری، و غیره را برعهده دارد.
- content editor ویراستار محتوایی
- line editor ویراستار علمی
- structural editor ویراستار ساختاری
- proofreader نمونه‌خوان/ غلط گیر

بسته به آن‌که ویراستار با چه نوع متنی سروکار داشته‌باشد، آن را با قواعد متن به زبان رسمی، زبان معیار، زبان علمی، پی جین، کریول یا غیره همساز می‌کند.

## انواع دبیر
- سردبیر یا سرویراستار Editor-in-Chief: تعریف و تعیین هویت انتشاراتیِ مؤسسه و خط‌مشی ناشر و همچنین نظارت بر کلیهٔ آثار منتشرشده ازسوی ناشر یا نشریه را برعهده دارد.
- دبیر تحریریه یا دبیر اجرایی: مدیریت اجرایی بر کارکنان و نظارت بر تحقق اهداف هیئت تحریریه بر عهدهٔ اوست. همچنین مسئول نظارت بر تولید کتاب در مراحل مختلف و هماهنگی تمام اقدامات هیئت تحریریه است.
- دبیر ارشد senior editor و دبیر خریدار acquisition editor: جذب کتاب‌های تازه و نویسنده‌ها، تعریف مجموعه‌های تازه، یافتن نویسنده و مترجم و نظارت بر کیفیت انجام پروژه‌ها را برعهده دارد.